# Anaglyptus bellus
Anaglyptus bellus là một loài bọ cánh cứng trong họ Cerambycidae.